# 中国!ちゅーもく!ラジオ
『中国!ちゅーもく!ラジオ』（ちゅうごくちゅーもくラジオ）は、中国地方のラジオ第1で毎週金曜日の夕方、中国地方向けに放送する地域情報番組。

## 番組概要
2016年度の改編で開始したブロック番組。
総合テレビにおける『フェイス』同様に中国地方各局が週替わり持ち回りで制作し、他の4県に向けて発信する番組である。
2018年度から開始した『にっぽん列島夕方ラジオ』では当番組を通じて全国放送されることもある。
ただし、番組放送日が大相撲本場所六日目・十三日目と当たる場合や高校野球期間中・国会中継など特別編成時は休止される。

## 放送時間
- 毎週金曜日 17:05 - 17:55

## 放送内容
- 随時：とっとりラジオハイスクール!（鳥取局制作。出演：杏沙子（シンガーソングライター）、村上真吾（鳥取放送局アナウンサー））[2]
- 随時：しまねっとラジオ（松江局制作。出演：江上敬子（ニッチェ）、松江放送局アナウンサー）[3]
- 随時：おからじ!（岡山局制作。岡山放送局のアナウンサーとキャスター）[4][5]
- 随時：YAMAGUTIC（山口局制作。出演：ちひろ（シンガーソングライター）、山口放送局アナウンサー）

## その他
- この放送により同一時間帯に放送している『にっぽん列島夕方ラジオ』は聴取することができないが、IPサイマルラジオサービス2者（NHKネットラジオ らじる★らじる、及び、民放ラジオポータルサイト「radiko（2017年10月2日放送分～2018年3月30日までと[6]、同年4月12日放送分より1年間[7][8]）」）で補完聴取が可能となる。
- 2018年4月20日の「おからじ!」は『にっぽん列島夕方ラジオ』を通じて全国に放送した。

## 関連番組
- ひろしま コイらじ（月〜木の同一時間帯に広島県域で放送される番組）
- 先読み!夕方ニュース（『にっぽん列島夕方ラジオ』の前番組の一つ。広島以外では月〜木はフルネットされたが、金曜は18時からの放送となっていた。）